# Normale mensen (boek)
Normale mensen is de in 2019 verschenen vertaling van Normal people van de Ierse schrijfster Sally Rooney. Het verscheen oorspronkelijk in 2018 en is haar tweede boek. Het boek is tevens verfilmd als een twaalfdelige televisieserie (2020), ook Normal People geheten.

## Synopsis
Het boek draait om de relatie van Marianne en Connell en bestrijkt de vier jaar van het einde van hun middelbareschooltijd tot en met het grootste gedeelte van hun universitaire opleiding. Marianne, die in een rijk maar liefdeloos gezin opgroeit, komt in contact met Connell via school en zijn moeder Lorraine, die haar huis schoonmaakt.
Daarmee introduceert het boek direct al een van de grootste thema's: het klassenverschil tussen Marianne en Connell. Waar Marianne en haar gezin niet hoeven na te denken over geld, heeft het al dan niet hebben van geld een grote impact op Connell en Lorraines leven, vooral omdat het boek zich afspeelt tussen 2011 en 2015 en daarmee focust op de periode na de kredietcrisis waarin Ierland uitzonderlijk hard werd getroffen.
Marianne en Connell draaien gedurende het boek constant om elkaar heen, maar lijken - ook doordat ze elk voor zich behoorlijk beschadigd zijn door hun vroegere ervaringen - nooit echt voor elkaar te kunnen kiezen. Het boek eindigt met Marianne die Connell aanmoedigt een programma in Amerika te volgen, waarvoor hij net een toegangsbrief heeft gekregen. Ze suggereert dat hij waarschijnlijk geheel anders zal zijn op het moment dat hij hiervan terug komt.

## Ontvangst
Het boek werd in Nederland niet onverdeeld positief ontvangen. Zo vond recensent Miriam Piters van Tzum het boek te belerend en probeert de schrijfster te veel de te leren lessen uit het boek op te leggen aan de lezer. Lezer Milou van Glowing Rebels was echter positief over het boek en noemde de beschreven situaties 'levensecht'. Dit gevoel ontstond volgens haar juist omdat de hoofdpersonen nooit alles echt op tafel gooien en nooit alles zeggen en met elkaar delen. Isabelle van den Heuvel van Literair Nederland lijkt het midden te houden tussen deze twee uitersten. Zij eindigt haar recensie met de boodschap: "Als lezer wil je alleen maar dat het goed met ze [de beide hoofdpersonen] komt, liefst samen. Maar zonder het te willen, breken ze keer op keer elkaars hart en blijft de lezer achter met de brokken."
In het Engelse taalgebied werd het boek over het algemeen beter ontvangen. Zo omschreef Catherine Humble van The Independent Rooney als 'uitzonderlijk'. Juist in dit boek zou volgens Humble haar kracht - het beschrijven van pijn en moeilijkheden in het leven - optimaal benut worden. Het boek kreeg dan ook vijf van de vijf sterren. Chelsea Bingham van Harvard Review keek ook positief naar het boek, dat de aloude romance tussen een populaire jongen en een onpopulair meisje een nieuwe laag geeft door de focus op gender en wrijving tussen sociale klassen. Ook Heller McAlpin van NPR beschouwde het boek positief. McAlpin omschreef het boek als 'hartverscheurend' maar beschouwde het nooit als té grauw en negatief.